# Fimbulwinter
Fimbulwinter — норвезький блек-метал-гурт з Осло, що був частиною раннього блек-металу.

## Історія
Колектив сформував у 1992 році Мортен «Necronos» Лунде та  Пер Мортен «Orbweaver» Бергсет. Fimbulwinter випустив два демо-записи у цьому ж році. У 1994 році вийшов єдиний альбом Servants of Sorcery на лейблі  Hot Records.
Після випуску альбому гурт розпався. Гітарист Shagrath приєднався до Dimmu Borgir, а басист Skoll перейшов до Ulver.
Гурт позиціонував свій стиль як тру-блек-метал, якому притаманні ненависть до християнства, мізантропія, необроблений звук та екстремальний вокал.
У 1994 році гурт припинив свою діяльність.
Назва «Fimbulwinter» походить з норвезької міфології — зима перед Рагнарьоком.

## Релізи
- Rehearsal Demo (demo) – 1994 (Hot Records)
- Servants of Sorcery — 1994 (Hot Records)

## Склад гурту
- Necronos — вокал, ритм-гітара;
- Scoll — бас-гітара;
- Shagrath — соло-гітара;
- Per Morten Bergseth — ударні.